# Bangor, Maine
Bangor är en stad i Penobscot County i delstaten Maine, USA, med cirka 31 100 invånare (2005). Bangor är administrativ huvudort (county seat) i Penobscot County.
Känd som författaren Stephen Kings hemstad förekommer den även som bakgrundsmiljö (om än under annat namn ibland) i flera av Kings böcker, bland annat i Det samt Jurtjyrkogården.